# Исламска заједница у Босни и Херцеговини
Исламска заједница у Босни и Херцеговини, скраћено ИЗБиХ, кровна је заједница муслимана у Босни и Херцеговини, Србији, Словенији и Хрватској, Бошњака муслимана у дијаспори, као и других муслимана који заједницу прихватају као своју.
Духовно вођство муслимана у Босни и Херцеговини зове се Ријасет, а поглавар Исламске заједнице је реис-ул-улема. Садашњи реис-ул-улема је Хусеин Кавазовић, који је на тој дужности од 2012. године. Сједиште Исламске заједнице у Босни и Херцеговини је у Сарајеву.

## Историја
Све до аустроугарског освајања Босне и Херцеговине 1878, није се постављало питање правног положаја или организовања посебне установе која би се бринула о вјерским питањима муслимана. До тада се Босна и Херцеговина налазила у оквиру Османског царства, у којем се организацијско јединство муслимана огледало у привржености исламским прописима, а то јединство муслимана симболизовано је кроз институцију калифа као духовног средишта муслимана. Вјерске послове у име калифа обављали су декретоване муфтије, кадије, мудериси и имами. У османском периоду вјерски сталеж сматран је дијелом државне администрације којем су били повјерени различити послови у управи, локалној администрацији и вјерским пословима. Правосудне послове и суђење обављале су кедије, које су биле дио владајућег апарата и плаћала их је држава. Такође, имамско-хатибски послови, нарочито џума-намази, затим образовни систем, као што су вјерске школе (медресе), били су дио бриге државне управе.
Аустоугарским освајањем, вијековима устаљени облици организовања вјерских послова се распадају, а ислам више није државна религија коју држава помаже као што је то био случај у вријеме османске управе. Такође, улема и вјерски кадар губи улогу и значај који је некада имао у држави и суочава се с новим до тада непознатим питањима и проблемима. Аустроугарска систематски настоји потпуно одвојити муслимане у Босни и Херцеговини од Истанбула као духовне матице.

### Именовање реис-ул-улеме
На почетку шејх-ул-ислам у Истанбулу, као врховни вјерски ауторитет у Османском царству, одбијао је дати своју сагласност за успоставу самосталне Исламске заједнице у Босни и Херцеговини која ће на себе преузети сву одговорност за организацију вјерског живота, оснивање потребних органа и установа, постављање и избор челних људи, вјерских службеника и свих осталих послова. Међутим, 1882. године шејх-ул-ислам именовао је сарајевског муфтију Мустафу Хилми Хаџиомеровића за босанског муфтију и уједно га је овластио да може именовати ниже вјерске службенике и кадије. Због тога, Аустроугарска је царским декретом од 17. октобра 1882. године поставила Хаџиомеровића за босанског муфтију и прогласила га првим реис-ул-улемом у Босни и Херцеговини и ова година се узима годином утемељења самосталне Исламске заједнице. Истовремено су именована и четворица чланова Улема-меџлиса (данашњи Ријасет), као врховног тијела за вјерска питања, а такође је утемељена Земаљска вакуфска комисија која је била задужена за вакуфске и меарифске послове муслимана у Босни и Херцеговини.
Издавањем меншуре реис-ул-улеми Мустафи с овлашћењима врховног босанског муфтије сматра се преношењем стварног легитимитета и овлашћења о питањима цјелокупне организације вјерских питања и послова на босанског реис-ул-улему које је провео шејх-ул-ислам у Истанбулу као врховни вјерски ауторитет којим је настављен духовни континуитет уређивања вјерских послова реис-ул-улеме и изабраних представника у Босни и Херцеговини.
Меншура је овлашћење реис-ул-улеми за вршење вјерских послова и право да даје овлашћења другим особама. До 1930. меншуре су издаване у Истанбулу, а од 1930. године меншуре, на темељу Устава Исламске заједнице, издају се у Босни и Херцеговини.

### Аутономија
Муслиманима у Босни и Херцеговини посебно је сметало мијешање Аустрије у њихове вјерске послове услијед чега је дошло до утемељења Покрета за вјерску и просвјетну аутономију муслимана у Босни и Херцеговини на челу с мостарским муфтијом Фехмијем Џабићем. Овај покрет је тражио аутономију и самосталност босанских муслимана у организирању својих вјерских послова и у управљању вакуфским добрима и исламским образовању. Покрет који је настао у мају 1899. представљао је први организовани покрет муслимана и борбу за своја културна и политичка права и вјерску и вакуфско-меарифску аутономију који је након десетогодишње борбе окончан 15. арприла 1909. доношењем Штатута за аутономну управу исламских вјерских и вакуфско-меарифских послова у Босни и Херцеговини. Аустроугарским издавањем овог статута прихваћена је већина захтјева муслимана и коначно призната аутономија уређивања и организације исламских питања и вакуфско-меарифских послова у Босни и Херцеговини.
По аутономном статуту средином 1910. инаугурисан је трећи по реду, а први бирани реис-ул-улема Сулејман Шарац. Ипак, њега је Земаљска влада већ 1912. присилила на оставку, па је једногласном одлуком Хоџинске курије за новог реис-ул-улему изабран Мехмед Џемалудин Чаушевић, чији је избор царским декретом потврђен 27. октобра 1913. године. Он је био и посљедњи реис који је изабран на темељу аутономног статута и први реис-ул-улема у Краљевству Срба, Хрвата и Словенаца.
У Краљевству Срба, Хрвата и Словенаца у подручју вјерског живота настављено је организацијско сређивање и прилагођавање новим приликама. Постојали су бројни проблеми посебно у вјерско-просвјетном и имовинско-вакуфском подручју. Био је велики број медреса и мектеба чији су наставни програми и методе предавања били застарјели. Исламска заједница постала је јединствена и једина вјерска организација муслимана у новоствореној држави, пред којом су била постављена многа питања и проблеми које је требало хитно ријешити. У вези с тим вршене су многе реорганизације и реформе у основним и средњим вјерским школама и мектебима. У посебно тешком положају Исламска заједница нашла се након укидања аустроугарског Штатута. Југославенске власти су 1930. укинуле вјерску и вакуфско-меарифску аутономију муслимана у Босни и Херцеговини. Реис-ул-улема Чаушевић снажно се супротстављао укидању аутономије и пребацивању сједишта Ријасета из Сарајева у Београд и у знак протеста поднио је оставку. За новог реис-ул-улему краљевским је указом 1930. именован је Ибрахим Маглајлић. У вријеме постављања Маглајлића за реис-ул-улему, већ је било укинуто звање шејх-ул-ислама у Истанбулу и институција калифа, током реформа које је 1924. провео Мустафа Кемал Ататурк у Турској, услијед чега је по први пут меншуру новоизабраном реис-ул-улеми додијелило посебно домаће тијело. Меншуру су му предали чланови Улема-меџлиса из Сарајева и Скопља. Сједиште Врховног исламског старјешинства и сједиште реис-ул-улеме по први пут је измјештено из Сарајева и пребачено у Београд. Меншура је предана у Бајракли џамији у Београду у присуству краља.
Прекидом Шестојануарске диктатуре Југословенска муслиманска организација на челу са Мехмедом Спахом 1935. као услов уласка у коалициону владу Милана Стојадиновића тражила је ревизију законодавства Исламске заједнице и враћање сједиште реис-ул-улеме из Београда у Сарајево. Реис-ул-улема Маглајић пензионисан је 1936, до доношења новог устава Исламске заједнице врховни вјерски послови повјерени су Наибском вијећу са Салихом Сафветом Башићем на челу.
Уставом из 1936. укинута су муфтијства, затим двојство у организацији Исламске заједнице, с два улема-меџлиса и два вакуфско-меарифска вијећа и двије вакуфске дирекције. Умјесто тога, устав је прописао утемељење једног Улема-меџлиса непосредно уз реис-ул-улему и јединствене Дирекције вакуфа за цијели државу и генерално је ојачао улогу лаичког фактора у администрацији и пословима Исламске заједнице. Током 1937. одржани су избори за Вакуфски сабор и чланове изборног тијела за избор реис-ул-улеме. Ово се изборно тијело састало 20. априла 1937. и према уставу изабрало тројицу кандидата: Фехима Спаху, предсједника Врховног шеријатског суда у Сарајеву, Ахмеда Бурека, мудериса Гази Хусрев-бегове медресе и Мухамеда Тафу, професора Више исламске шеријатско-теолошке школе. На основу овог приједлога, краљевски намјесници су указом од 26. априла 1938. именовали Спаху за реис-ул-улему Краљевине Југославије. Дужност реис-ул-улеме Фехим Спахо примио је 6. маја од првог наиба Салиха Сафвета Башића, а свечано устоличење и предаја меншуре обављено је у Царевој џамији у Сарајеву 9. јуна 1938. године. Четири године Спахо умире, а већина у Исламској заједнице се противила да се у сложеним ратним условима бира нови реис-ул-улема. У тим приликама послови Исламске заједнице поново су повјерени Башићу као вршитељу дужности реис-ул-улеме.
Након Другог свјетског рата, Исламска заједница била је кадровски потпуно уништена. Неки службеници су страдали или нестали у рату, а послије рата позатварани или су прешли у сигурније државне службе. Вакуфска имовина је национализована, а мектеби и медресе затворени. Опстала је једино Гази Хусрев-бегова медреса. У септембру 1947, након доношења новог устава, на дужност реис-ул-улеме изабран је Ибрахим Фејић.
Исламску заједницу у ФНРЈ, касније СФРЈ, чинила су четири саборска подручја (мешихати): Сабор Исламске заједнице за Босну и Херцеговину, Хрватску и Словенију са сједиштем у Сарајеву, Сабор Исламске заједнице за Србију са сједиштем у Приштини, Сабор Исламске заједнице за Македонију са сједиштем у Скопљу и Сабор Исламске заједнице за Црну Гору са сједиштем у Подгорици. Уставом Исламске заједнице у СФРЈ, који је усвојио Врховни сабор 1990. у Сарајеву, поред саборскух подручја са сједиштем у Сарајеву, Приштини, Скопљу и Подгорици, основан је нови Сабор Исламске заједнице за Хрватску и Словеније са сједиштем у Загребу. Овим уставом преиначени су називи извршних органа сабора: Врховно исламско старјешинство преименовано је у Ријасет, а старјешинства Исламске заједнице постала су мешихати. По одредбама тог устава, мешихатима дата је већа аутономија, а надлежност избора предсједника мешихата пренесена је на саборе Исламске заједнице.

### Обновитељски сабор
Распадом Југославије и почетком рата у Босни и Херцеговини, дошло је до парализације рада Исламске заједнице, која је представљала јединствену вјерску организацију муслимана у Југославији. Постављало се питање реорганизације Исламске заједнице, а услијед проглашења независности појединих југословенских република кренуло се ка оснивању нових исламских заједница, због чега је дошло до корјенитих промјена у дотадашњем устројству исламске заједнице.
У таквим приликама одржана је сједница Обновитељског сабора Исламске заједнице у Сарајеву на којој је донесена уставна одлука као привремени уставно-правни документ којим се успоставља континуитет и прекида аутономија Исламске заједнице у Босни и Херцеговини и којом се дефинише и уређује њена нова организација и дјеловање. У складу с уставном одлуком на заједању је изабран за вршиоца дужности реис-ул-улеме Мустафа Церић. Овом одлуком стављен је ван снаге закон о Исламској вјерског заједнице Краљевине Југославије из 1930. и враћена аутономност која је заснована на аустроугарском Штатуту из 1909. године.

## Организација
На челу Исламске заједнице у Босни и Херцеговини је реис-ул-улема. Највиши органи Исламске заједнице су: Сабор, Уставни суд, реис-ул-улема, Вијеће муфтија и Ријасет.
Ријасет ИЗуБиХ највиши је извршни орган за вјерске, образовне, економске, финансијске, правне, административне и друге послове ИЗуБиХ. Ријасет се организује кроз управе као стручне, административно-управне цјелине на чијем челу се налазе директори управа и друге организацијске јединице на чијем челу се налазе руководиоци организацијских јединица. Реис-ул-улема је предсједник Ријасета.
Сабор ИЗуБиХ највише је представничко тијело Исламске заједнице. Сабор има 87 саборника који се бирају тајним гласањем у 18 изборних округа. Највише, 13 саборника долази из изборног округа Сарајево, 10 из Тузле, по 7 из Бихаћа, Бање Луке, Горажда, Мостара, Травника и Зенице, по 5 из Новог Пазара и Загреба, три из Љубљане, по два из Њемачке и Сјеверне Америке, један из Аустралије, један из Аустрије, један из Француске и Швајцарске, један из Шведске, Норвешке Данске и Финске и један за земаља Бенелукса, Уједињеног Краљевства и Ирске. Саборнике бира посебно тијело које чине по два делегата из сваког џемата, најниже административне јединице коју чини најмање 200 вјерника. Делегате бира скупштина џемата, односи сви вјерници. Након што се изаберу нови чланови Сабора, они на конститутивној сједници бирају предсједника, потпредсједнике и секретара. За изборе оснива се и изборна комисија која може одбити нечију кандидатуру. Право да буде изабран има сваки члан ИЗуБиХ, а не само имами, који је вршио осамнаест година који је члан најмање три године прије избора и који извршава све обавезе у џемату, а не само имами.
Када је у питању избор врховног поглавара Исламске заједнице — реис-ул-улеме — изборно тијело броји 350—400 чланова, а чине га чланови Сабора, Ријасета, главни имами, муфтије, руководиоци свих установа ИЗ, особе које имају легитимитет цијеле ИЗ из Босне и Херцеговине, Хрватске, Словеније, Србије и дијаспоре (Аустралија, Сјеверна Америка и западна Европа). Бира се тајним гласањем, а након избора реис-ул-улеме Сабора ИЗ именује Одбор за предају меншуре реис-ул-улеми. Приликом приузимања меншуре, реис-ул-улема полаже заклетву у Гази Хусрев-беговој џамији у Сарајеву и службено ступа на дужност. Уколико је поново изабран дотадашњи реис-ул-улема, свечаност проглашења новог мандата обавља се према прописаном протоколу без предаје меншуре. Мандат реис-ул-улеме траје седам година уз могућност још једног избора.
Вијеће муфтија је орган Исламске заједнице задужен за питања вјере. Састоји се од свих муфтија у ИЗ којима је додијељена мурасела реис-ул-улеме. Чланови Вијећа муфтија су реис-ул-улема, замијеник реис-ул-улеме и све муфтије Исламске заједнице у БиХ, муфтерије Мешихата ИЗ у Словенији, Србији, Хрватској, Западној Европи, Сјеверној Америци и Аустралији. Муфтија постаје члан Вијећа именовањем за муфтију, а престаје бити члан престанком мандата муфтије.
Уставни суд Исламске заједнице у Босни и Херцеговини највише је тијело за надзор уставности у раду органа и установа ИЗ, а његове чланове именује Сабор ИЗ на приједлог Ријасета. Чланови Уставног суда именују се из реда истакнутих познавалаца вјерских и друштвено-правних наука који уживају углед у ИЗ. Мандат чланова Уставног суда траје шест година уз могућност још једног избора и за то вријеме они не могу бити чланови представничких тијела, као ни извршних органа ИЗ.
Исламска заједница подијељена је на муфтијства. Свако од њих има свог муфтију, који управља на том подручју. Изван Босне и Херцеговине налазе се мешихати који представљају вјерске и административно-управне органе за подручја која покривају. Муфтијства и мешихати дијеле се на меџлисе и џемате као најмање организационе одборе ИЗ. Меџлис је основна организациона јединица ИЗ и обухвата муслимане одређеног подручја који чине повезану цјелину. О функционисању меџлиса бригу води Извршни одбор меџлиса, на чијем су челу предсједник меџлиса и главни имам. Џемат је мањи скуп муслимана одређеног подручја, окупљених ради обављања молитве и вршења вјерских дужности, као и ради непосредног остваривања права и дужности. Џемат је низа организациона јединица у оквиру меџлиса. У оквирима меџлиса и џемата дјелује и мектеб.

## Реис-ул-улеме
| Реис-ул-улеме |                            |                |                |
| #             | Име и презиме              | Мандат започео | Мандат завршио |
| 1.            | Мустафа Хилми Хаџиомеровић | 1882.          | 1893.          |
| 2.            | Мехмед Теуфик Азабагић     | 1893.          | 1909.          |
| —             | Ахмед Муниб Коркут (в. д.) | 1909.          | 1910.          |
| 3.            | Сулејман Шарац             | 1910.          | 1912.          |
| —             | Мехмед Теуфик Окић         | 1912.          | 1914.          |
| 4.            | Џемалудин Чаушевић         | 1914.          | 1930.          |
| 5.            | Ибрахим Маглајлић          | 1930.          | 1936.          |
| —             | Салих Сафвет Башић (в. д.) | 1936.          | 1938.          |
| 6.            | Фехим Спахо                | 1938.          | 1942.          |
| —             | Салих Сафвет Башић (в. д.) | 1942.          | 1947.          |
| 7.            | Ибрахим Фејић              | 1947.          | 1957.          |
| 8.            | Сулејман Кемура            | 1957.          | 1975.          |
| 9.            | Наим Хаџиабдић             | 1975.          | 1987.          |
| 10.           | Хусеин Мујић               | 1987.          | 1989.          |
| 11.           | Јакуб Селимоски            | 1989.          | 1993.          |
| 12.           | Мустафа Церић              | 1993.          | 2012.          |
| 13.           | Хусеин Кавазовић           | 2012.          | тренутно       |